# Vítor Lippi
Vítor Lippi (Sorocaba, 18 de maio de 1959) é um médico e político brasileiro, filiado ao Partido da Social Democracia Brasileira, exerceu o cargo de prefeito de Sorocaba, sua cidade natal, por dois mandatos consecutivos, tendo sido eleito em 2004 e reeleito em 2008, atualmente exerce seu terceiro mandato de Deputado Federal por São Paulo.
É casado com a médica Denise Nóvoa Gomes Lippi.

## História
Nasceu em Sorocaba em 18 de maio de 1959. Filho do médico Eno Lippi e da professora Volda Pedroso Lippi. Cresceu no município de Mairinque, cidade que seu pai foi Vice-Prefeito. Após concluir o ensino médio em Sorocaba, em 1978, Vitor foi para a faculdade de medicina da Fundação Souza Marques, no Rio de Janeiro, onde se formou médico e se especializou em dermatologia e conheceu sua esposa Denise Lippi, com quem tem dois filhos.

## Trajetória política
Foi vereador de Mairinque entre 1989 e 1992.
Na disputou a primeira eleição municipal de Alumínio e foi eleito vereador, participando da instalação da primeira legislatura entre 1993 e 1996, tendo sido presidente da Câmara Municipal em 1994.
Durante os dois mandatos de Renato Amary na prefeitura de Sorocaba (1997-2000) e (2001-2004), Lippi esteve no comando da Secretaria Municipal de Saúde, nomeado em janeiro de 1997 e exonerado em 2004 para concorrer à eleição municipal do referido ano, o qual foi vitorioso.
Nas Eleições de 2004 foi inicialmente candidato a vice-prefeito do candidato Luiz Leite (PSDB). Luiz Leite teve sua candidatura cassada, sendo Lippi escolhido como o candidato oficial do partido. Com o apoio do então prefeito Renato Amary, Lippi foi o candidato mais votado no primeiro turno, com 130.874 votos (45,66% dos votos). No segundo turno enfrentou José Caldini Crespo, onde foi eleito com 167.856 votos (62,43% dos votos).
Na Eleição municipal de Sorocaba em 2008 foi reeleito no primeiro turno com 242.271 votos, totalizando 79,35% dos votos válidos, a maior votação registrada na história de Sorocaba durante 16 anos, superada proporcionalmente por Rodrigo Manga, que atingiu em 2024 o total de 263.063 votos (73,75% dos votos).
Nas Eleições de 2014 foi candidato a deputado federal, Lippi foi eleito com 111.374 (36,98% dos votos válidos) na cidade e 176.153 votos no estado.
Como deputado federal, votou a favor do Processo de impeachment de Dilma Rousseff. Já durante o Governo Michel Temer, votou a favor da PEC do Teto dos Gastos Públicos. Em abril de 2017 foi favorável à Reforma Trabalhista. Em agosto de 2017 votou a favor do processo em que se pedia abertura de investigação do presidente Michel Temer.
Foi reeleito em 2018 com 120.529 votos, e em 2022 com 106.661 votos.

## Prêmios
O prefeito sorocabano foi condecorado com a Medalha Brigadeiro Tobias, maior honraria outorgada pelo Comando Geral da Polícia Militar de São Paulo, e com a Medalha Comemorativa ao Sesquicentenário da Revolução Liberal de 1842, concedida pelo CPI-7/Sorocaba, e ainda com o Diploma de Amigo dos Bombeiros, conferido pelo comando do 15º Grupamento de Bombeiros de Sorocaba.

## Desempenho em eleições
| Ano  | Eleição                | Coligação                                                | Partido | Candidata a      | Votos         | Votos em Sorocaba                                         | Resultado |
| ---- | ---------------------- | -------------------------------------------------------- | ------- | ---------------- | ------------- | --------------------------------------------------------- | --------- |
| 1988 | Municipal de Mairinque | PDT                                                      | PDT     | Vereador         | 214 (11º)     | —                                                         | Eleito    |
| 1992 | Municipal de Alumínio  | PDT                                                      | PDT     | Vereador         | 209 (3º)      | —                                                         | Eleito    |
| 2004 | Municipal de Sorocaba  | PSDB, PP, PDT, PSL, PL, PTC                              | PSDB    | Prefeito         | —             | 130.874 (1º - primeiro turno) 167.856(1º - segundo turno) | Eleito    |
| 2008 | Municipal de Sorocaba  | PSDB, PV, PHS, PSDC, PMN, PTB, PMDB, PRP, DEM, PSL e PSC | PSDB    | Prefeito         | —             | 242.271 (1º - turno único)                                | Eleito    |
| 2014 | Estadual de São Paulo  | PSDB, DEM, PSD, PRB                                      | PSDB    | Deputado Federal | 176.153 (19º) | 111.374 (1º)                                              | Eleito    |
| 2018 | Estadual de São Paulo  | PSDB, PSD, DEM, PP                                       | PSDB    | Deputado Federal | 120.529 (29º) | 61.994 (1º)                                               | Eleito    |
| 2022 | Estadual de São Paulo  | Federação PSDB Cidadania                                 | PSDB    | Deputado Federal | 106.661 (31º) | 43.090 (1º)                                               | Eleito    |